# 宋振
宋振（1989年1月—），安徽太和人，中华人民共和国政治人物。
2006年就读于华中科技大学电子科学与技术系，2008年加入中国共产党，2010年毕业后升入清华大学微电子系（直博）。2015年，福建省人民政府引进聘任宋振为柘荣县科技副县长（挂职），2017年起任任柘荣县委常委、统战部部长、东源乡党委书记等职，2019年升任柘荣县常务副县长。2021年5月6日，中共福建省委组织部发布公告，宋振被列入“拟进一步使用的人员”中的“县（市、区）党政正职”中，被解读为即将担任柘荣县县长。12月，宋振担任中共柘荣县委副书记、柘荣县人民政府县长。